# Culicoides dewulfi
Culicoides dewulfi is een muggensoort uit de familie van de knutten (Ceratopogonidae). De wetenschappelijke naam van de soort is voor het eerst geldig gepubliceerd in 1936 door Goetghebuer. De soort wordt gedacht de ziekte Blauwtong over te dragen bij schapen, runderen en enkele andere herkauwers.